# Фаберже, Карл
Карл Гу́ставович Фаберже́ (Пе́тер Карл Фаберже́, нем. Peter Carl Fabergé; 18 [30] мая 1846, Санкт-Петербург — 24 сентября 1920, Лозанна) — русский ювелир немецкого происхождения, многолетний глава одноимённой семейной фирмы, создатель широко известных «яиц Фаберже».

## Биография
Петер Карл Фаберже родился в Санкт-Петербурге 30 мая 1846 года, остзейский немец по происхождению. Его отец — Густав Фаберже, происходил из немецкой семьи французских корней и был родом из Лифляндии, а его мать — Шарлотта Юнгштедт, была дочерью датского художника. В 1842 году Фаберже-старший основал ювелирную фирму в Петербурге.
Карл Фаберже путешествовал по Европе и первоначально обучался в Дрездене, а затем начал осваивать ювелирное дело у франкфуртского мастера Йозефа Фридмана. После этого вернулся в Россию. В возрасте 24 лет в 1870 году он взял фирму отца в свои руки.
В 1882 году на Всероссийской художественно-промышленной выставке в Москве изделия его фирмы привлекли внимание императора Александра III. Петер Карл получил покровительство царской семьи и звание «ювелира Его Императорского Величества и ювелира Императорского Эрмитажа».
Фирма Фаберже славилась в Европе. Многие родственники императорской семьи в Великобритании, Дании, Греции и Болгарии получали изделия в подарок. В 1900 году в Париже Фаберже получил звание «мастера Парижской гильдии ювелиров», а также его наградили орденом Почётного легиона.
В 1899—1900 годах в центре Петербурга возводится главное здание фирмы Фаберже по проекту архитектора Карла Шмидта, двоюродного племянника ювелира. На первых этажах разместились магазин и мастерские. Остальную часть здания заняли жилые комнаты семьи Фаберже.
После установления советской власти фабрики и магазины Фаберже в Петрограде, Москве и Одессе были национализированы. В Петрограде в руки большевиков попали практически все запасы драгоценных металлов, камней и уже готовых изделий, за которые владельцам не было выплачено никакой компенсации. Спасти от национализации удалось лишь маленькую долю изделий, которые Евгений Фаберже незадолго до этого смог вывезти в Финляндию. Впоследствии большевики свободно распоряжались конфискованным имуществом — так, Эмануил Сноумэн (англ. Emanuel Snowman) из торгового дома Wartski вспоминал, что в период с 1925 по 1939 годы он регулярно приобретал у советского государственного торгового агента большое количество изделий Фаберже, в том числе шесть пасхальных яиц, прямо в расположении бывшего петроградского магазина Карла Фаберже на Большой Морской, 24:35.
В сентябре 1918 года, опасаясь ареста, Карл Фаберже нелегально покинул Петроград, под видом курьера одного из иностранных посольств, и поездом уехал за границу — в Ригу. Вскоре после этого ему пришлось бежать дальше на Запад — в Германию. Он поселился в Берлине, но и там началась революция. Фаберже пришлось перебраться во Франкфурт-на-Майне, затем в Хомбург и Висбаден, где он наконец-то остановился:36.
Карл Фаберже так и не оправился после потрясших его революционных событий. В это время он часто повторял: «Жизни больше нет». В мае 1920 года у него стало плохо с сердцем. Когда здоровье его несколько улучшилось, семья перевезла его в окрестности Женевского озера, известные своим здоровым климатом. Умер в городе Лозанна в Швейцарии утром 24 сентября 1920 года, выкурив незадолго до смерти полсигары:36. Похоронен на кладбище Гран-Жас в Каннах.

## Работы Фаберже
Карл Фаберже и ювелиры его фирмы создали первое ювелирное яйцо в 1885 году. Оно было заказано императором Александром III как пасхальный сюрприз для своей супруги императрицы Марии Федоровны. Так называемое «Куриное» яйцо снаружи покрыто белой, имитирующей скорлупу, эмалью, а внутри, в «желтке» из матового золота, — изготовленная из цветного золота курочка. Внутри курочки, в свою очередь, спрятана небольшая рубиновая корона (ср. традицию складывающихся матрёшек) — позднее утраченная.
Идея подобного ювелирного изделия не была оригинальной:

Пасхальное яйцо Фаберже должно было стать вольной интерпретацией яйца, изготовленного в начале XVIII века, 3 экземпляра которого известны и сегодня. Они находятся: в замке Розенборг (Копенгаген); в музее Истории искусств (Вена) и в частной коллекции (ранее — в художественной галерее «Зеленые своды», Дрезден). Во всех упомянутых экземплярах яиц спрятана курочка, открыв которую, можно обнаружить корону, а в ней — кольцо. Считается, что императору хотелось порадовать супругу сюрпризом, который напомнил бы ей хорошо знакомое изделие из датской королевской сокровищницы.

Императрица была так очарована подарком, что Фаберже, получивший привилегию придворного ювелира, получил заказ изготавливать по яйцу ежегодно; изделию следовало быть уникальным и содержать какой-либо сюрприз — это было единственным условием. Следующий император, Николай II, сохранил эту традицию, и каждую весну дарил, в свою очередь, два яйца — одно Марии Федоровне, своей овдовевшей матери, и второе — Александре Федоровне, новой императрице.
Изготовление каждого яйца занимало год. Как только эскиз был утвержден, за работу бралась команда ювелиров фирмы; имена некоторых из них сохранились, поэтому утверждать, что автором всех яиц был сам Карл Фаберже, не следует. Особенно велик вклад в создание этих ювелирных изделий мастера Михаила Перхина. Также упоминаются Август Хольстром, Генрик Вигстром, Эрик Коллин и другие.
Серия императорских яиц пользовалась такой славой, что фирма Фаберже выполнила несколько изделий и для частных заказчиков (известно о 15-ти). Среди них стоит особняком серия из семи яиц, подаренных золотопромышленником Александром Фердинандовичем Кельхом своей супруге. Остальные известные восемь яиц Фаберже были выполнены по заказу для Феликса Юсупова, Эммануила Нобеля, Ротшильдов, герцогини Мальборо и ещё нескольких неустановленных лиц. Яйца этой серии не столь роскошные, как «императорские» и не являются оригинальными по замыслу и исполнению, зачастую повторяя облик изделий, предназначенных для подарков императорской фамилии.
Мастерская Карла Фаберже славилась также камнерезным искусством. В 2005 году на торгах «Сотбис» в Нью-Йорке были проданы несколько редких фигурок из драгоценных и полудрагоценных камней (окончательная цена — $850 000-1 800 000).
Фирма Фаберже выпускала не только дорогостоящие «игрушки для богатых», но и вещи, рассчитанные на потребителя со средним достатком. Известно, что на одном из заводов фирмы в 1914 году выпускались медные чарки.

## Награды
- ордена св. Станислава 2-й и 3-й степеней
- орден св. Анны 2-й степени
- золотая медаль на Станиславской ленте (за выставку 1882 года в Москве)
- орден «За гражданские заслуги» (Болгария)
- орден Почётного легиона (1900; Франция)

## Семья
Женился на Августе-Юлии Якобс 8 октября 1872 года. У них родились четыре сына, продолживших династию ювелиров:
- Фаберже, Евгений Карлович (29.05.1874 — 1960) — старший сын Карла Фаберже, талантливый художник по украшениям и портретист, учился в Петришуле с 1887 по 1892 год и на ювелирном отделении университета в Ханау в Германии, а также у С. Зайденберга и Ю. Оллилла в Хельсинки. В 1897 году работал экспертом на выставке в Стокгольме. В 1900 году за выставку в Париже награждён офицерским знаком Академии Искусств и болгарским орденом святого Александра. С 1894 года работал на фирме отца, с 1898 по 1918 годы вместе с отцом и братом Агафоном Карловичем фактический руководитель фирмы в Санкт-Петербурге. В 1923 году эмигрировал в Париж, где основал вместе с братом фирму «Фаберже и К».

- Фаберже, Агафон Карлович (Агафон-Теодор; 24.08.1876 — 1951) — сын Карла Фаберже, учился в Петришуле с 1887 по 1892 год и на коммерческом отделении гимназии Видемана. В мае 1895 года вступил в дело отца, с 1898 года эксперт Бриллиантовой комнаты Зимнего Дворца, оценщик Ссудной кассы, оценщик Его Императорского Величества по доверенности отца. В 1900—1910-х годах вместе с отцом и братом Евгением Карловичем руководил делами фирмы. По итогам Всемирной выставки 1900 года в Париже награждён золотой медалью. В 1916 году был несправедливо обвинён отцом в крупных хищениях денег фирмы, после чего их отношения прекратились (только спустя много лет бывший сотрудник фирмы Отто Бауэр признался в краже). Агафон открыл антикварный магазин. С 1922 года был назначен уполномоченным Гохрана и оценщиком. В 1927 году вместе с женой Марией Борзовой и сыном перешёл границу с Финляндией по льду Финского залива, предварительно переправив через знакомых и друзей деньги и драгоценности, которых хватило ненадолго, а многое было украдено. Оказался в крайней бедности. Поселился в купленном и перестроенном четырёхэтажном доме в Хельсинки. Жил за счет продажи части своей богатейшей коллекции почтовых марок[12].
- Фаберже, Александр Карлович (Александр-Юлиус; 17.12.1877 — 1952) — сын Карла Фаберже, учился в Петришуле с 1887 по 1895 год и в училище барона Штиглица, затем у Кашо в Женеве. Руководитель и художник московского отделения фирмы, в 1919 году был назначен экспертом Наркомпроса. Эмигрировал в Париж, где работал на фирме «Фаберже и К».
- Фаберже, Николай Карлович (Николай-Леопольд; 09.05.1884 — 1939) — сын Карла Фаберже. Выпускник Петришуле, учился с 1894 по 1902 год. Художник по ювелирным изделиям, учился у американского художника Сэржанта в Англии. С 1906 года проживал в Англии, работал в лондонском филиале фирмы Фаберже.

## Память[13]
- В 1996 году в Санкт-Петербурге перед заводом «Русские самоцветы» установлен памятник Фаберже; в 1998 году имя Фаберже было присвоено прилегающей к заводу и памятнику площади.
- В 1996 году был учреждён Мемориальный фонд Карла Фаберже.
- 19 ноября 2013 года в Санкт-Петербурге во дворце Нарышкиных-Шуваловых был открыт Музей Фаберже.
- В 2011 году в Киеве на Крещатике была установлена мемориальная доска.
- В Одессе на здании гостиницы Пассаж, где в фешенебельных торговых рядах до большевистской революции располагался ювелирный салон Карла Фаберже, в 2006 году установлена мемориальная доска.
- В Баден-Бадене есть музей Фаберже первый в мире, полностью посвященный работам фирмы ювелира.
- С октября 2014 года в Эрмитаже работают Залы памяти Фаберже.
- В Санкт-Петербурге в 2011 году имя присвоено Художественно-профессиональному лицею.
- В Москве имя присвоено колледжу декоративно-прикладного искусства.
- В 2020 году Музеи Московского Кремля стали обладателями архива Фаберже, завещанного России его хранительницей — Татьяной Фаберже[14].